# Frederick Cook (Politiker)
Frederick Cook (* 2. Dezember 1833 in Bad Wildbad, Königreich Württemberg; † 17. Februar 1905 in Rochester, New York) war ein US-amerikanischer Geschäftsmann und Politiker (Demokratische Partei). Er war von 1886 bis 1890 Secretary of State von New York.

## Leben
Über die Jugendjahre von Frederick Cook ist nichts bekannt. Er wanderte 1848 in die Vereinigten Staaten ein und änderte seinen Namen von Friedrich Kuch zu Frederick Cook. Zu Beginn lebte er in Buffalo (New York), wo er für seinen Schwager arbeitete, der Schuster war. Dann eröffnete er eine eigene Fleischerei in Batavia (New York). Danach wurde er Bremser bei der Buffalo and Rochester Railroad und später Schaffner bei der New York Central Railroad – eine Stellung, die er 20 Jahre lang innehatte. Während dieser Zeit wurde er wohlhabend. Es existiert eine Geschichte dazu: Cornelius Vanderbilt fragte ihn einmal, wie er riesige Immobiliengrundstücke erwerben und von 75 US-Dollar pro Woche leben konnte. Daraufhin antwortete er ihm folgendes:

„Oh, I makes (sic) my money trading horses with Jockey Mason.“

Dies wurde damals zu einer Art Sprichwort.

## Politische Laufbahn
Cook gab 1872 seine Stellung bei der Eisenbahn auf und ging in die Politik. Der Gouverneur von New York John Thompson Hoffman ernannte ihn zum Judge Advocate in der 7. Division der National Guard. 1874 kandidierte Cook für das Amt des Bürgermeisters von Rochester (New York), erlitt aber eine Niederlage gegenüber George G. Clarkson. Der Gouverneur von New York Samuel J. Tilden ernannte ihn 1875 zum Assistant Adjutant General und Stabschef in der 7. Division der National Guard. 1876 nahm er als Delegierter an der Democratic National Convention in St. Louis (Missouri) teil. Er wurde 1885 zum Secretary of State von New York gewählt und 1887 wiedergewählt.

## Unternehmer
1892 verklagte er die Silver Lake Ice Company und versuchte seinen Anspruch durch die Tatsache zu begründen, dass er der Eigentümer von Silver Lake im Wyoming County (New York) war.
Er war der Präsident der Rochester German Insurance Company, der German-American Bank of Rochester, der Rochester Driving Park Association, der Rochester Telephone Company und der Rochester Street Car Company. Außerdem war er Vizepräsident der Bartholomay Brewing Company und hatte Anteile an vielen anderen Unternehmen.
Cook war zweimal verheiratet und hatte eine Tochter. Er starb an den Folgen eines Schlaganfalls.